# Carlos Pérez (kayak)
Pour les articles homonymes, voir Pérez et Carlos Pérez.
Carlos Pérez Rial est un kayakiste espagnol pratiquant la course en ligne et né le 12 avril 1979.